# 景福 (辽朝)
景福（1031年六月—1032年十一月）是辽兴宗耶律宗真的第一個年号。辽朝使用该年号共2年。

## 改元
- 太平十一年——六月三日，遼聖宗去世，遼興宗耶律宗真即位。六月十五日，改元景福。[2][3]
- 景福二年——十一月十一日，改元重熙。[4]

## 纪年對照表
| 景福 | 元年   | 二年   |
| ---- | ------ | ------ |
| 公元 | 1031年 | 1032年 |
| 干支 | 辛未   | 壬申   |

## 同期存在的其他政权年号
- 中國
  - 天聖（1023年－1032年）：北宋—宋仁宗趙禎之年號
  - 顯道（1032年－1034年）：西夏—夏景宗李元昊之年號
  - 正治（1027年－1041年）：大理—段素真之年號
- 越南
  - 天成（1028年－1034年）：李朝—李佛瑪之年號
- 日本
  - 長元（1028年－1037年）：後一條天皇與後朱雀天皇之年号

## 参見
- 中國年號索引
- 其他政权使用的景福年号

## 深入閱讀
- 李崇智. . 北京: 中華書局. 2004年12月. ISBN 7101025129.
- 鄧洪波. . 臺北: 國立臺灣大學東亞經典與文化研究計劃. 2005年3月  [2021-11-27]. ISBN 9789860005189. （原始内容 (pdf)存档于2007-08-25）.

| 前一年號： 太平 | 辽朝年号 | 下一年號： 重熙 |